# Karl Friedrich Wunderlich
Karl Friedrich Wunderlich (* 18. Dezember 1768 in Schwarzburg-Sondershausen; † 31. März 1846) war deutscher Jurist und Hochschullehrer.

## Leben
Karl Friedrich Wunderlich war ein Sohn aus der ersten Ehe des Geheimen Hof- und Kabinettsrat Johann Gottlieb Wunderlich († 1818) mit einer Tochter des Hof- und Konzerttrompeters Jaritz.
Er entwickelte früh ein Talent für Zeichnen und für Musik und wurde durch einen Privatlehrer bis zu seinem elften Lebensjahr zuhause ausgebildet. Mit seinem Lehrer verließ er für sieben Jahre sein Elternhaus Richtung Leipzig und Dresden. Er studierte schöne Künste und Wissenschaften sowie Anatomie als Vorstudium zur Malerei. Musik wurde zu seinem Hobby mit einer Passion für das Violoncello. Die kantische Philosophie studierte er ebenfalls. Mit achtzehn kehrte er kränklich in sein Elternhaus zurück.
Zur Erholung ging er nach Ballenstedt und nahm dort Unterricht für Violoncello bei Friedrich Ludwig Schrödel (1754–1800). Zusätzlich befasste er sich mit der Übersetzung antiker Schriftsteller. Hierdurch wurde sein Interesse geweckt und er studierte griechische und römische Literatur. Er studierte aber auf Anraten seines Vaters ab 1790 in Jena Jura. 1792 promovierte er zum Doktor der Philosophie und Juris.
Er wechselte nach Erfurt und wurde dort erst Sekretär der Universität, Actuar der Juristischen Fakultät und Mitarbeiter des bekannten Spruch-Kollegiums. Später wurde er dort 1805 außerordentlicher Professor und mit den Abgängen 1806 zum ordentlichen Professor.
Mit der Besetzung Erfurts durch Preußen 1802 und später 1806 durch Frankreich wurde die Universität mehr und mehr aufgegeben und Karl Friedrich Wunderlich verlor sein Auskommen. Hierdurch und durch den Verlust seines Kontaktes zum ehemaligen Statthalter Karl Theodor von Dalberg sah er zum Wegzug aus Erfurt gezwungen. 1810 ging er nach Heiligenstadt und nahm eine Anstellung im Präfekturbüro bei seinem ehemaligen Universitätskommilitonen, dem Präfekten Burchhard Leberecht August von Bülow, an.
Weder eine Entschädigung für die aufgegebene Professur noch eine Wiederanstellung erfüllten sich, sodass er in die Verwaltung wechselte. Um 1814 war er Actuar eines Schöppenstuhls und Sekretär eines Konzils.
1828 wurde er pensioniert und konnte sich wieder seiner Leidenschaft der Übersetzung antiker Stücke zuwenden.
Karl Friedrich Wunderlich war ab 1792 mit Sophie Katharina Strecker, Tochter des Regierungs- und Wirklichen Hofrats und Präsidenten der Grafschaft Blankenhain Johann Alexander Strecker, verheiratet.

## Übersetzungen (Auswahl)
- Gaius Valerius Flaccus: Argonautik
- Quintus Smyrnaeus: Paralipomena Homeri
- Publius Papinius Statius: Silvae und Thebais
- Nonnos von Panopolis: Dionysiaca